# Mästerdetektiven Blomkvist
För filmen, se Mästerdetektiven Blomkvist (film).
Mästerdetektiven Blomkvist är en bok av Astrid Lindgren som publicerades första gången 1946. Boken och två andra böcker med samme huvudperson handlar om hur Kalle Blomkvist tillsammans med ett gäng andra ungdomar hjälper polisen att lösa kriminalfall. Sammanlagt har böckerna om Kalle Blomkvist översatts till 32 språk.

## Handling
Det är sommarlov och de tre 13-åriga kompisarna Kalle, Anders och Eva-Lotta har det lite småtråkigt. En dag dyker farbror Einar upp, en kusin till Eva-Lottas mamma. Farbror Einar tar med sig de tre ungdomarna upp till ruinen utanför staden och med en dyrk kan han låsa upp dörren till källarvåningen. När de senare fikar på konditoriet är Einar bara intresserad av sidan med senaste nytt i kvällstidningen. I järnaffären köper han en ficklampa fast det är mitt i sommaren.
Kalle bestämmer sig snabbt för att Einar är en mystisk person som bör övervakas. När Einar ber honom springa med ett brev till posten ställer Kalle upp och skriver upp mottagarens namn i sin anteckningsbok. När Kalle vaknar en natt och tittar ut genom fönstret kan han se Einar klättra ut ur sitt fönster och smyga iväg.
De tre ungdomarna beslutar sig för att ordna en cirkusföreställning. Einar vill visa att han kan gå på händerna men tappar då dyrken. Kalle får tag i den och smyger senare iväg till slottsruinen och tar sig ned i den låsta källaren. Någon har varit där efter att ungdomarna var där med farbror Einar och på golvet hittar Kalle en pärla.
Kalle får en dag höra att Einar klagar över sin dåliga nattsömn för Eva-Lottas mamma. Hon lovar då att han ska få ett sömnpiller. Samma natt smyger sig Kalle in i Einars rum och tar Einars fingeravtryck när han ligger och sover. När Kalle ska smyga ut igen river han ner en blomkruka i golvet. Oljudet får Einar att vakna, och han riktar en pistol mot Kalle. Kalle låtsas att han har gått i sömnen och Einar verkar acceptera förklaringen.
När Kalle är på stadshotellet i ett ärende står det två mystiska män och frågar portieren om de har en gäst som heter Einar Brane eller Einar Lindeberg. Kalle förstår att de menar farbror Einar och skriver upp deras signalement, deras bils registreringsnummer och ritar av däckmönstren. I hotellets gästbok står också deras namn, Artur Krok och Ivar Redig.
De tre ungdomarna kallar sig för Vita Rosen, i ständig kamp mot Sixten, Benka och Jonte i Röda Rosen. När Kalle sitter uppe i en lönn för att spana får han se hur Tore och Ivar till slut hittar farbror Einar. Av deras samtal förstår han att de tre har stulit något tillsammans men att Einar sedan stuckit ensam med bytet. Kalle tar fram tidningen han sparat från konditoribesöket, och hittar i den en artikel om juveler för närmare 100 000 kronor som stulits vid ett inbrott på Östermalm i Stockholm. Farbror Einar kom till Lillköping någon dag efter inbrottet. 
Kalle skickar ett brev till kriminalpolisen i Stockholm med Einars fingeravtryck och berättar sen om sina spaningar och misstankar för Anders och Eva-Lotta. Kalle misstänker att farbror Einar förmodligen gömt bytet i den låsta källaren i slottsruinen, och där hittar de juvelerna i ett nergrävt plåtskrin.
Dagen efter har Einar försvunnit spårlöst. Ungdomarna smyger upp till slottsruinen ännu en gång för att se om de tre skurkarna är kvar där och letar efter skrinet. Istället hittar de farbror Einar fastbunden till händer och fötter i källaren. När Anders ska springa och hämta polisen dyker Krok och Redig upp. Ungdomarna tvingas berätta var skrinet finns -- i Vita Rosens högkvarter på bagerivinden. Skurkarna låser sedan in de tre ungdomarna i källarvåningen.
Kalle hittar Einars bortglömda ficklampa på golvet, men de tvingas ändå vistas i mörkret några timmar. Ingen vet att de gått till slottsruinen, men till slut hittar de en källargång som leder ut. De springer hem så fort de kan men möts där av kriminalpolis från Stockholm. Fingeravtrycket som Kalle skickade med posten har väckt polisens intresse och de tre ungdomarna får sitta i baksätet när kriminalpoliserna inleder en biljakt på de tre skurkarna som precis lämnat staden. 
Efter skottlossning åker skurkarnas bil i diket och de tre skurkarna grips av polisen. Den tacksamme bankiren, vars juveler nu kan återbördas, belönar de tre ungdomarna med 10 000 kronor.

## Utgåvor på olika språk
Språk: titel, förlag, år
- Svenska: Mästerdetektiven Blomkvist, Rabén & Sjögren 1946
- Finska: Yksityisetsivä Kalle Blomkvist, WSOY 1948
- Norska: Mesterdetektiven Blomkvist, Tiden Norsk Forlag 1948
- Danska: Mesterdetektiven Blomkvist, Gyldendal 1949
- Tyska: Meisterdetektiv Blomquist, Oetinger 1950
- Engelska: Bill Bergson, master detective, Viking (USA), 1952
- Holländska: Blumkvist de grote speurder, Mertens & Stappaerts 1953 (samlingsverk)
- Isländska: Leynillögreglumadurinn Karl Blómkvist, Nordri 1956
- Japanska: Meitantei Kalle-kun, Iwanami Shoten 1957
- Ryska: Prikliotjenija Kalle Blomkvista, Detgiz 1959
- Estniska: Meisterdetektiiv Blomkvist, Eesti Riiklik Kirjastus 1960 (samlingsverk)
- Litauiska: Kalio Bliumkvisto myotykiai, Valstubine 1961 (samlingsverk)
- Rumänska: Aventurile lui Kalle Blomkvist, Editura Tineretului, 1962
- Armeniska: Povesti o Kalle Blomkviste, Ajastan 1966 (samlingsverk)
- Spanska: El gran detective Blomquist, Doncel 1967
- Tjeckiska: Detektiv Kalle má podezření, Státní nakladatelství dětské knihy 1967
- Georgiska: Povesti o Kalle Blomkvist, Nakaduli 1968 (samlingsverk)
- Ukrainska: Detektiv Blumkvist zdobuvaje clavu, Veselka 1968 (samlingsverk)
- Ungerska: Az ifjú mesterdetektiv Két Regény, Móra 1970 (samlingsverk)
- Italienska: Kalle Blomkvist, il "grande" detective, Vallecchi 1971
- Franska: L'as des détectives, Hatier - GT Rageot 1972
- Polska: Detektyw Blomkvist, Nasza Ksiegarnia 1973
- Portugisiska: Bill Bergson o ás dos detectives, Edicoes de Ouro (Brasilien), 1974
- Slovakiska: Majster detektiv Kalle Blomkvist, Mladé letá 1975
- Afrikans: Baasspeurder Blomkvist, Human & Rousseau 1979
- Hebreiska: Aluf ha-balashim Blumkvist, Zmora-Bitan 1980
- Slovenska: Detektivski mojster Blomkvist, Mladinska knjiga 1980
- Grekiska: Ο αρχιντετεκτιβ Μπλομκβιστ, Kastaniõté 1989
- Kinesiska: Da zhentan xiao kalai; zhubao dadao, Sun-Ya 1990
- Indonesiska: Detektif Ulung Blomkvist, PT Gramedia 1993
- Koreanska: Myongt'amjong Kalle: myongt'amjung-gwa posak toduk, Woongjin 1996
- Bulgariska: Kale detektiva, Sampo Books 1998
- Lettiska: Meistarsdetektivs Blumkvists, Zvaigzne ABC 2002

## Filmatiseringar
Den första filmatiseringen kom redan 1947 och regisserades av Rolf Husberg, se Mästerdetektiven Blomkvist.
Boken har även blivit TV-film i såväl Tjeckoslovakien 1971 under namnet Podezřelé prázdniny som i Sovjetunionen, närmare bestämt Litauen, 1976, under namnet Priklyucheniya Kalle-syschika.

### Fotnoter
1. ↑  Kvint (2002), s. 125
2. ↑  Kvint (2002), s. 76-78
3. ↑  https://www.csfd.cz/film/224118-podezrele-prazdniny/prehled/